# (1122) Neith
(1122) Neith – planetoida z pasa głównego asteroid okrążająca Słońce w ciągu 4 lat i 77 dni w średniej odległości 2,61 au. Została odkryta 17 września 1928 w Observatoire Royal de Belgique w Uccle przez Eugène’a Delporte. Nazwa planetoidy pochodzi od Neit, egipskiej bogini, opiekunki zmarłych. Przed nadaniem nazwy planetoida nosiła oznaczenie tymczasowe (1122) 1928 SB.